# Seligman, Arizona
Seligman är en census-designated place i Yavapai County i Arizona. Vid 2010 års folkräkning hade Seligman 445 invånare.